# 2004年太平洋颱風季
| 太平洋颱風季             |
| 主題頁 - 專題 - 編輯指南 |

2004年太平洋颱風季泛指在2004年全年內的任何時間，於赤道以北及國際換日線以西的太平洋水域，以及南中國海所產生的熱帶氣旋。雖然有關方面並沒有設下本颱風季的指定期限，但大部份於西北太平洋的熱帶氣旋通常都會於五月至十二月期間形成。
本條目的範圍僅侷限於赤道以北及國際換日線以西的太平洋及南海的水域。於赤道以北及國際換日線以東的太平洋水域產生的風暴則被稱為颶風，並被列入2004年太平洋颶風季。在西太平洋產生的熱帶風暴是由日本東京颱風中心命名，國際編號為04xx，而美國聯合颱風警報中心會把在該地區的熱帶低氣壓的編號以W字母作結。
凡進入或產生於菲律賓風暴責任範圍以內的熱帶低氣壓，菲律賓大氣地理天文部門（英語：PAGASA）都會為它們訂立一個菲律賓名稱，作當地警報用途；此外，由於中港澳採用同一翻譯名，而台灣之翻譯名字可能有所不同，因此同一個風暴可能會有2個不同的中文名字，及有時候會有兩個不同的英文名稱（國際名字及菲律賓名字）。
2004年风季是一次较为活跃的太平洋台风季。本年度共有29个风暴被命名（和2013年并列为日本气象厅负责命名工作后使用名称最多的年份），其中19个成为台风，均高于年平均水平。本风季的累计气旋能量指数超过460，高于1965-2003年年平均水平约60%，排在1997年、1992年风季之后，为观测史上第三活跃的太平洋台风季。但該年因副熱帶高壓脊在夏秋兩季時常呈雙中心狀態，並在台灣以東出現弱點，因此本年南海熱帶氣旋活動不活潑，其中澳門創下了年內只為一個熱帶氣旋懸掛風球的最低數量紀錄（熱帶風暴圓規）。
以下各熱帶氣旋資訊以熱帶氣旋存在期間的最強形態為準。

## 已被國際命名的熱帶氣旋
自2004年太平洋颱風季開始以來，本颱風季總共產生了29個熱帶氣旋。由於整個夏天副熱帶高壓較弱，因此颱風形成後，延著高壓脊行進，導致11個颱風侵襲日本，10個登陸日本，是日本颱風自有記錄以來最多的一年（前紀錄是6個）。

### 颱風蘇特（Sudal）
PAGASA: Cosme
4月4日晚上在關島東南約900公里發展成一個熱帶低氣壓，它蜿蜒向偏西方向移動，次日增強為一個熱帶風暴。蘇特在4月6日進一步增強為一個強烈熱帶風暴，翌日達至颱風強度。4月9日，它向西北推進。蘇特於4月12日轉向東北，翌日開始加速。它於4月15日減弱為一個強烈熱帶風暴。蘇特在4月16日進一步減弱為一個熱帶風暴，同日转性为温带气旋。

### 颱風妮妲（Nida）
PAGASA: Dindo
5月14日清晨，在雅浦島西南偏西約690公里的太平洋上形成，並向西北緩慢移動。同日它增強為一個強烈熱帶風暴，並於翌日進一步增強為一個颱風。妮妲貼著菲律賓東面海岸移動，於5月17日轉向北推進。它於5月19日向東北推進並開始加速，5月21日清晨減弱為一個強烈熱帶風暴，同日變為一個溫帶氣旋。
妮妲接近菲律賓期間導致20人死亡及11人受傷。

### 強烈熱帶風暴奧麥斯（Omais）
PAGASA: Enteng
5月17日在雅浦島東南約300公里的太平洋上形成，並大致向西北移動，5月19日它增強為一個熱帶風暴。奧麥斯於5月20日轉向東北偏北移動，翌日減弱為一個熱帶低氣壓，並於5月22日在太平洋上減弱為一個低壓區。

### 颱風康森（Conson）
PAGASA: Frank
6月5日於馬尼拉以西約510公里處的南海中部發展成為一個熱帶低氣壓。它初時移動緩慢，翌日開始向東北偏北推進，並於6月8日增強成為颱風。隨後兩天康森採取東北路徑橫越呂宋海峽及台灣以東海面。它在6月11日下午3時於日本高知縣室戶市登陸，隨後於四國東部沿岸變成溫帶氣旋。

### 強烈熱帶風暴燦都（Chanthu）
PAGASA: Gener
一個熱帶低氣壓在6月10日於馬尼拉西南偏南約390公里處形成。它向西移動，於翌日清晨變成熱帶風暴並在6月12日進一步增強為強烈熱帶風暴。燦都直趨越南平定省歸仁市並在該處登陸，它於6月13日在泰國消散。

### 颱風電母（Dianmu）
PAGASA: Helen
6月13日下午於雅蒲島西南偏西約240公里處發展成為一個熱帶低氣壓。它初時在太平洋上緩慢移動，在6月15日早上迅速增強為一颱風。隨後數天電母採取西北路徑移動，並在6月20日轉向東北推進。翌日8時30分登陸日本高知縣室戶市，其後於12時登陸日本兵庫縣明石市。並於日本海迅速減弱並轉化為溫帶氣旋。
電母在吹襲日本期間共導致三人死亡及超過100人受傷，有三人失蹤，約1300人需要撤離。約27000用戶的電力受到中斷。最少137班航機被取消。

### 颱風蒲公英（Mindulle）
PAGASA: Igme
6月23日於關島西北偏北約270公里的太平洋上發展成為一個熱帶低氣壓。它大致趨向菲律賓呂宋島並在6月27日增強成為一個颱風。蒲公英於6月30日上午在呂宋海峽緩慢移動，下午轉向北推進。7月1日，蒲公英減弱為一強烈熱帶風暴，並轉北朝台灣東部移動，於22 時40 分左右在台灣花蓮縣花蓮市南方約20公里處登陸，次日上午由新北市淡水區淡水河口附近出海，蒲公英於7月3日進一步減弱為熱帶風暴，並掠過浙江省台州市玉環縣珠港鎮沿岸，繼而橫越東海。翌日早上，蒲公英在濟州附近變成溫帶氣旋。
受到蒲公英相關的豪雨影響，菲律賓共有31人死亡，11人失蹤，經濟損失約為二千萬美元。蒲公英吹襲台灣期間，共導致23人死亡，16人受傷，13人失蹤，超過一萬人的用電和供水受中斷，經濟損失超過九億新台幣。在浙江有兩人溺斃，七人受傷，另有兩人失蹤。它亦為朝鮮半島和日本部份地區帶來大雨。

### 颱風婷婷（Tingting）
一個熱帶低氣壓在6月25日於關島東南偏東約830公里處形成，並向西北方向移動。婷婷於6月29日橫越馬里安納群島，期間增強為一颱風。婷婷於硫磺島及小笠原群島以東附近掠過後，在7月1日開始轉向東北移動，翌日清晨減弱為一強烈熱帶風暴，7月4日在太平洋上變成一個溫帶氣旋。
婷婷為關島帶來豪雨，令多處地方出現水浸和山泥傾瀉，關島機場一度關閉。受婷婷的影響，馬利安納群島有四人死亡。

### 熱帶風暴圓規（Kompasu）
PAGASA: Julian
在7月14日清晨，一個熱帶低氣壓在高雄東南偏東約620公里發展成為一個熱帶低氣壓。它在當天下午增強為一熱帶風暴，並將它命名為圓規，並且向西移動，橫過呂宋海峽。圓規進入南海之後，大致採取西北路徑趨向廣東沿岸。7月16日，圓規轉向西北偏北移動並在香港西貢登陸，同日傍晚減弱為一熱帶低氣壓，然後在廣東內陸消散。

### 颱風南川（Namtheun）
7月25日在關島東北約1030公里的太平洋上發展成為一個熱帶低氣壓，它向西北移動，翌日迅速增強成為一個颱風。南川於7月28日轉向西北偏西移動，於7月31日下午3時在日本高知縣高岡郡四萬十町登陸，並減弱成為強烈熱帶風暴，下午8時30分在日本山口縣岩國市登陸。南川於8月1日進入日本海，同日下午變成溫帶氣旋。
受到南川吹襲，日本廣泛地區有強風和大雨，共有15人受傷，兩人失蹤。

### 熱帶風暴瑪瑙（Malou）
熱帶低氣壓瑪瑙在8月4日早上於日本東京之西南偏南約680公里的太平洋上形成。它向西北推進，當天下午增強為一熱帶風暴，並於下午9時30分在日本德島縣阿南市登陸。8月5日上午0時，瑪瑙於日本兵庫縣相生市登陸。並於同日清晨在日本海變成溫帶氣旋。

### 颱風莫蘭蒂（Meranti）
2004年8月2日，一個低壓區在威克島南部海面上生成。
8月3日上午2時，聯合颱風警報中心將其升格為熱帶低氣壓，並給予編號14W。上午8時，日本氣象廳將其升格為熱帶低氣壓。
8月4日上午8時，聯合颱風警報中心將其升格為熱帶風暴。下午8時，日本氣象廳將其升格為熱帶風暴，並命名為莫蘭蒂。
8月5日下午2時，日本氣象廳將其升格為強烈熱帶風暴。下午8時，日本氣象廳將其升格為颱風。同時，聯合颱風警報中心將其升格颱風，其強度相當於薩菲爾-辛普森颶風等級的一級颶風。
8月6日上午2時，聯合颱風警報中心將其風速調升為相當於薩菲爾-辛普森颶風等級的二級颶風。
8月7日上午2時，聯合颱風警報中心將其風速調降為相當於薩菲爾-辛普森颶風等級的一級颶風。上午8時，日本氣象廳將其降格為強烈熱帶風暴。同時，聯合颱風警報中心將其降格為熱帶風暴。
8月8日上午8時，日本氣象廳將其降格為熱帶風暴。
8月9日上午2時，聯合颱風警報中心將其降格為熱帶低氣壓。下午2時，日本氣象廳認為莫蘭蒂已經轉化為溫帶氣旋。同時，聯合颱風警報中心對其發出最後的警報。

### 颱風雲娜（Rananim）
PAGASA: Karen
8月8日於馬尼拉東北偏東約1100公里的太平洋上發展成為一個熱帶低氣壓16W。它大致趨向東海並在8月11日達到颱風強度。雲娜於8月12日晚上在浙江省台州市玉環縣珠港鎮登陸後，進一步移入內陸，翌日減弱為一低壓區。
雲娜在多省造成嚴重災害，導致164人死亡，1800人受傷，24人失蹤，經濟損失超過150億人民幣。

### 熱帶風暴馬勒卡（Malakas）
熱帶低氣壓馬勒卡於8月10日在硫磺島以東約1320公里處形成，它向東北移動，次日增強為一熱帶風暴。馬勒卡在8月12日轉向東北偏東推進，翌日成溫帶氣旋。

### 颱風鮎魚（Megi）
PAGASA: Lawin
8月16日於雅蒲島西北約1130公里處發展成為一個熱帶低氣壓，並向西北移動。鮎魚在8月18日在東海增強成為一颱風，並轉向東北推進，翌日掠過南韓東南沿岸，繼而橫越日本海。鮎魚在8月20日減弱為一強烈熱帶風暴，上午5時於日本青森縣津輕市登陸，同日上午7時半於日本青森縣陸奧市登陸，同日下午變成溫帶氣旋。
雖然颱風的風速只是很微弱，但是鮎魚對南韓及日本造成損害。8月17日至8月21日在富里錄得610毫米雨量，在24小時內曾錄得398毫米雨量。在長崎縣伊勢崎市錄得109英哩／48.7米／秒的風速。最低氣壓為974.1百帕斯卡。南韓莞島郡24小時（8月17日及8月18日）錄得332.5毫米雨量。在南韓，超過5人死亡或失蹤。超過2,400人無家可歸。鮎魚在日本最少造成十人死亡。鮎魚登陸日本後，造成13萬家庭停電。165名小學生在颱風吹襲西日本時被困，最後由直昇機救起。鮎魚的名字是來自韓語

### 颱風暹芭（Chaba）
熱帶低氣壓暹芭在8月19日於威克島之西南偏南約910公里處形成。它向西移動，趨向關島。暹芭在8月22日增強成為一個颱風，翌日轉向西北推進。暹芭於8月30日上午9時在日本鹿兒島縣市來串木野市附近登陸，同日轉向東北移動，下午4時半於日本山口縣防府市登陸。暹芭於8月31日早上在日本海減弱為一強烈熱帶風暴，上午11時在日本北海道函館市登陸，上午11時半在日本北海道山越郡長萬部町登陸。當天下午在北海道變成溫帶氣旋。
暹芭在吹襲日本期間導致12人死亡及最少230人受傷，另五人失蹤，超過50000戶需要疏散，約350000用戶的電力中斷，超過500班航機被取消。

### 颱風艾利（Aere）
PAGASA: Marce
艾利在8月20日早上於雅蒲島西北偏北約550公里的西北太平洋上形成。它初時向北移動，同日下午增強為一熱帶風暴，隨後採取西北路徑推進。艾利於8月22日增強為颱風。8月24日，艾利轉向西移動，翌日掠過台灣北部沿岸。8月25日，艾利穿越台灣海峽，於福建省泉州市惠安縣崇武鎮附近登陸。隨後，艾利轉向西南移動，橫過福建沿岸地區。翌日清晨艾利減弱為強烈熱帶風暴，隨後進一步減弱為一熱帶風暴，並轉向西推進，直趨廣東。8月27日，它在廣東中部減弱成一個低壓區。

### 颱風桑達（Songda）
PAGASA: Nina
桑達的名字是來自越南的紅河其中一個分支。桑達是一個星期內第二個吹襲日本的颱風，之前日本受到颱風暹芭的影響。熱帶低氣壓22W迅速升級為熱帶風暴，在午夜升級至颱風。9月1日，桑達成為2004年第五個超級颱風。9月1日桑達離阿格里漢島東北偏北17哩。然後颱風改為向西移動，直吹沖繩。9月3日颱風桑達進入PAGASA警戒範圍，命名為Nina。桑達再度增強並靠近沖繩。9月5日16時半，桑達於日本沖繩縣名護市附近通過。隨後減弱的風暴繼續向西北移動。桑達轉向西北偏北移動，趨向日本。桑達在7日8時半左右於日本長崎縣長崎市附近登陸。其後風速繼續減慢，8天早上風速低於颱風最低強度。其風力下降至每小時120公里／75英哩，並演變成溫帶氣旋。最終這股低氣壓緩慢地向東移動，10日在白令海橫過換日線。
4日至9日，在諸塚錄得905毫米雨量，其中358毫米集中在6日及7日早上。在廣島錄得最高風速為135英哩／60.2米／秒。在佐賀錄得944.3的低氣壓。9月6日至7日，在南韓的鬱陵島錄得112毫米的雨量。新聞報導指出颱風在日本造成20人死亡及700多人受傷。此外，15名輪船人員失蹤。

### 強烈熱帶風暴莎莉嘉（Sarika）
9月4日在關島之東約950公里的太平洋上發展成為一個熱帶低氣壓，並採取西北偏西路徑推進，翌日增強成為一個強烈熱帶風暴，並橫過馬里安納群島。9月7日清晨，莎莉嘉轉向北推進，次日在太平洋上減弱為一個低壓區。

### 熱帶風暴海馬（Haima）
PAGASA: Ofel
9月11日，一股雷雨帶在高雄西南方發現。然後新形成的熱帶低氣壓為臺灣地區帶來強降雨，造成「九一一水災」。12日增強為一股熱帶風暴，並命名為海馬，以及被菲律賓命名為Ofel。颱風中心並未將其認定為強烈熱帶風暴。12日風眼掠過臺灣臺北縣，並向中國東南沿海前進。海馬在13日登陸上海市以南前轉向西北。 海馬登陸浙江省温州市瑞安市莘塍鎮後開始減弱，並在14日消散。
在中國的温州市龍灣區沙城鎮，錄得998最低氣壓，在福州市9日及10日錄得250.8毫米雨量，是氣象站有史以來9月紀錄。在臺灣，臺北縣測得398毫米雨量，臺北市則測得611.5毫米雨量。在蘭嶼測得最高風速每秒35.9米（每小時129公里）。風暴摧毁浙江省78公頃農地，直接經濟損失達5300萬人民幣。豪雨（9月7日至10日）以及海馬的吹襲為福州市平潭縣及長樂市帶來5460萬人民幣直接經濟損失。在南韓全羅南道莞島郡11日至12日，24小時內錄得最多雨量為104.5毫米。

### 颱風米雷（Meari）
PAGASA: Quinta
9月18日，在離關島510公里處形成。20日，熱帶低氣壓25W到達關島東南35公里。熱帶低氣壓25W改向西移動，並開始加強移到溫暖帶。21日風暴升級為熱帶風暴米雷，並逐漸加強向西北移動。22日被認定為一股颱風。颱風米雷的形狀極不平衡，東北和北方比較瘦削。米雷在23日較後時間十分鐘平均風速增強至每小時165公里／每秒45.8米。24日一分鐘平均風速達125節（每小時230公里）。26日從沖繩島以南70公里掠過，並開始減弱。27日颱風開始減速，緩慢地向北移動。29日，米雷開始接近日本九州。上午7時半，米雷在日本鹿兒島縣串木野市登陸，當時風速為每小時110公里。下午2時，米雷在日本高知縣宿毛市登陸，當時風速為每小時100公里。下午7時半，米雷在日本大阪府大阪市登陸，當時風速為每小時95公里。米雷在29日較後時間減弱為一股熱帶風暴。後來風暴加速，颱風在30日降級為低氣壓。

### 颱風馬鞍（Ma-on）
PAGASA: Rolly
9月29日馬鞍在關島附近形成。初時緩慢地向西北移動。在西太平洋逗留多天後，10月4日熱帶低氣壓26W命名為熱帶風暴馬鞍。菲律賓大氣地理天文管理局當颱風經過東經135度線，命名為Rolly。5日，吹向沖繩東南部。6日，馬鞍在沖繩東南250哩升級為颱風，馬鞍向西北移動成為年內第六個超級颱風。颱風成為近十年來打擊東日本最大的颱風。馬鞍後來加速向東北移動，風波的圓周縮少。馬鞍在日本靜岡縣御前崎附近掠過，9日風速減弱為每小時165公里。下午3時於日本靜岡縣賀茂郡西伊豆町登陸。下午4時，馬鞍於日本神奈川縣三浦郡葉山町登陸。下午5時，馬鞍於日本千葉縣千葉市登陸。馬鞍在10日減弱為熱帶風暴及成為低壓槽。這股低壓槽仍然向東北移動到北海道。
馬鞍是近十年以來吹襲東日本最強的颱風。9月在石廊崎曾經錄得每秒67.6米（每小時243公里）。在石廊崎最低氣壓為964帕斯卡。颱風造成6人死亡，3人失蹤。飛機、鐵路及海上交通受阻，逗留了過千名旅客。大雨亦打亂了靜岡縣舉行的一級方程式的練習賽。風暴最嚴重的地區是御前崎，在10月6日至9日錄得413毫米雨量，曾在24小時內錄得360毫米雨量。在靜岡縣救援員救出多名受水災影響的人民。

### 颱風蝎虎（Tokage）
PAGASA: Siony
10月12日在關島東南以東260公里形成。在較後時間形成為熱帶低氣壓27W，向西北偏西移動。10月13日增強為熱帶風暴，並命名為蝎虎，正接近羅塔島和關島。10月14日改吹向沖繩，當時離沖繩東南970公里。稍後時間向西北偏西移動。蝎虎於10月15日轉向西北移動。10月17日 蝎虎達至風力顛峰時風力為每小時155公里。當颱風掠過沖繩時，開始向西北移動並開始減弱。10月18日蝎虎離嘉手納空軍基地以南290公里。後來再次向東北偏北移動並開始減弱。10月19日，颱風蠍虎最接近琉球群島，僅僅在西南偏南掠過。風暴開始減弱並向東北移動。10月20日12時，蝎虎於日本高知縣土佐清水市登陸。14時，蝎虎於日本高知縣室戶市登陸。17時，蝎虎於日本大阪府堺市再次登陸。10月21日減弱為一股熱帶風暴，然後轉化為温帶氣旋。這股温帶氣旋仍向東北移動，10月23日橫過國際換日線。
10月20日在長崎縣雲仙岳錄得每秒39.4米（每小時142公里）的風速。在鹿兒島縣沖永良部島錄得949.4帕斯卡最低氣壓。在10月17日至10月21日Fukuharaasahi錄得550毫米雨量，24小時內曾錄得470毫米雨量。 總共有69人死亡，共18,000人要撤離家中。

### 颱風洛坦（Nock-ten）
PAGASA: Tonyo
2004年10月13日納坦在馬紹爾群島形成。熱帶低氣壓28W在10月14日於波纳佩東北以東275公里形成並向西移動。風暴按原定路線西北偏西移動，10月16日增強為一股熱帶風暴，並命名為洛坦。10月18日，颱風改向西北移動並減慢速度。在當地時間上午，增強為一股颱風並再向西移動。洛坦加速並向西北移動，路徑亦經過蝎虎的路段。10月20日納坦經過關島，十分鐘平均風速達每小時155公里。 10月23日洛坦離沖繩以南480公里，一分鐘平均風速高達每小時205公里。向北移動，洛坦在25日上午10時30分於台灣新北市貢寮區三貂角附近登陸，下午1時15分於新北市石門區富貴角附近出海。同日晚上風暴開始減弱，並向東北偏東移動。洛坦移動到東海，風速維持每小時110公里。10月26日，洛坦轉化為溫帶氣旋。

### 颱風梅花（Muifa）
PAGASA: Unding

### 熱帶風暴苗柏（Merbok）
PAGASA: Violeta

這是自2002年蔷薇以來第一個被日本氣象台發現，但未被聯合颱風警報中心承認的熱帶氣旋。熱帶低氣壓苗柏接近菲律賓海，被PAGASA命名為Violeta。不久成為一股熱帶風暴。苗柏緩慢地向西北移動，並登陸菲律賓奧羅拉省聖路易斯。苗柏以風速每小時65公里橫過呂宋山脈，23日，苗柏重回海上。苗柏開始失去原有速度，風暴在消散前繼續向西北移動，在吕宋以西海域消散。

### 颱風南瑪都（Nanmadol）
PAGASA: Yoyong
11月29日在關島東南偏南約860公里的太平洋上發展為一熱帶低氣壓，並向西北偏西移動。翌日南瑪都橫過雅蒲島，並增強為一個颱風。它於12月2日登陸菲律賓奧羅拉省卡西古蘭。南瑪都於十二月三日進入南海，並減弱為一強烈熱帶風暴，及轉向東北推進。它於12月4日上午7時40分在台灣屏東縣枋寮鄉登陸，隨後變成一溫帶氣旋。
在菲律賓，南瑪都導致37人死亡，38人失蹤。在南瑪都的吹襲下，台灣有一人死亡，農業損失估計達六千萬元新台幣。

### 熱帶風暴塔拉斯（Talas）
PAGASA: Zosimo
熱帶低氣壓30W於12月11日早上在威克島西南偏南約1220公里的太平洋上形成，同日下午增強為一熱帶風暴。塔拉斯於隨後數天向西推進，在12月16日減弱為一熱帶低氣壓，及轉向西北偏北移動。它於12月17日再次增強為一熱帶風暴，但移動緩慢。塔拉斯在12月19日減弱為一低壓區。

### 熱帶風暴奧鹿（Noru）
熱帶低氣壓31W於12月18日在關島以東約570公里的太平洋上形成，並向西移動。次日它增強為一熱帶風暴後，向西北偏北推進。奧鹿於12月20日在馬里安納群島以東附近掠過後，轉向東北移動，兩天後在太平洋上變成一個溫帶氣旋。

## 未被國際命名的熱帶氣旋
除了被日本氣象廳命名的熱帶氣旋外，還有一些沒被命名的熱帶低氣壓和被聯合颱風警報中心認為是熱帶風暴的熱帶氣旋。以下列出那些熱帶氣旋的資料。

### 熱帶風暴01W
PAGASA:Ambo
一個熱帶低氣壓於2月14日早上在馬尼拉以東約1500公里的太平洋形成並緩慢移動。它於2月16日在太平洋上減弱為一個低壓區。

### 熱帶風暴02W
PAGASA:Butchoy
一個熱帶低氣壓於3月18日在馬尼拉東南偏東約1100公里的太平洋上形成。隨後兩天它向西北移動，趨向呂宋。它於3月21日轉向偏北移動，翌日在呂宋以東海域減弱為一個低壓區。

### 熱帶風暴05W
5月16日，一個熱帶低氣壓在胡志明市東南偏東約230公里的南海形成，它移動緩慢，翌日減弱為一個低壓區。

### 熱帶低氣壓
PAGASA:Pablo

### 熱帶低氣壓溫妮
PAGASA:Winnie
溫妮首次於2004年11月27日被菲律宾大气地球物理和天文管理局發現在菲律賓以東海域，並被確認為一熱帶低氣壓，日本氣象廳和中央氣象局亦有為它升格。聯合颱風警報中心亦為溫妮發出熱帶氣旋形成警報。溫妮採取西北偏西方向移動後，於11月29日在菲律賓南甘馬粦省蒂加翁登陸。溫妮在橫過菲律賓上空時，達到十分鐘平均風速55公里每小時（35英里每小時）的顛峰強度，其中心最低气压為1000毫巴（百帕斯卡，29.53吋汞）。在達到顛峰強度後，溫妮開始減弱，自南甘馬粦省德爾加列戈出海，並轉以西北方向，沿奎松省南部海岸線移動。翌日早上，聯合颱風警報中心報告溫妮已在拉乌尼翁省普戈沿岸消散，並取消熱帶氣旋形成警報。

## 熱帶氣旋時間表
本年度的太平洋颱風季有二十九個被日本氣象廳命名的熱帶氣旋，以下列出大部份的熱帶氣旋資料（載於本條目）。強烈熱帶氣暴或以下者，採十分鐘平均風速，颱風級別者，採一分鐘平均分速並分成五級。
无法编译EasyTimeline输入：

Timeline generation failed: 2 errors found

Line 78:   from:01/12/2004 till:31/12/2004 text:December

- Text segments can be up to 250 characters long. This segment is 262 chars.

```
 You can either shorten the text or

 - PlotData: insert line breaks (~)

 - TextData: insert tabs (~) to produce columns

 

```

Line 78:   from:01/12/2004 till:31/12/2004 text:December

- Text segments can be up to 250 characters long. This segment is 271 chars.

```
 You can either shorten the text or

 - PlotData: insert line breaks (~)

 - TextData: insert tabs (~) to produce columns

 

```

帶*號者表示風暴命名為菲律賓名字，並非國際命名。

## 熱帶氣旋名單
西北太平洋的熱帶氣旋是由日本氣象廳東京颱風中心命名。當該熱帶氣旋被日本氣象廳升格了為熱帶風暴後，就會使用下列名單中的名字。名字是根據以下名單而定，不按年度劃分。風暴名字是由世界氣象組織颱風小組的成員提供，14個成員國和地區各自提交10個名稱，並以該國英文名稱按字母順序排列。本年未用名稱以灰色字表示，黑體字表示今年已經使用過。
| 提供國家／地區 | 名稱   | 名稱   | 名稱   | 名稱        | 名稱        |
| -------------- | ------ | ------ | ------ | ----------- | ----------- |
| 柬埔寨         | 達維   | 康妮   | 娜基莉 | 科羅旺      | 莎莉嘉 0419 |
| 中國           | 龍王   | 玉兔   | 風神   | 杜鵑        | 海馬 0420   |
| 北韓           | 鴻雁   | 桃芝   | 海鷗   | 鸣蝉        | 米雷 0421   |
| 香港           | 啟德   | 萬宜   | 鳳凰   | 彩雲        | 馬鞍 0422   |
| 日本           | 天秤   | 天兔   | 北冕   | 巨爵        | 蝎虎 0423   |
| 老撾           | 布拉萬 | 帕布   | 巴蓬   | 凱薩娜      | 洛坦 0424   |
| 澳門           | 珍珠   | 蝴蝶   | 黃蜂   | 芭瑪        | 梅花 0425   |
| 馬來西亞       | 杰拉華 | 聖帕   | 鸚鵡   | 茉莉        | 苗柏 0426   |
| 密克罗尼西亚   | 艾雲尼 | 菲特   | 森拉克 | 尼伯特      | 南瑪都 0427 |
| 菲律賓         | 碧利斯 | 丹娜絲 | 黑格比 | 盧碧        | 塔拉斯 0428 |
| 南韓           | 格美   | 百合   | 薔薇   | 苏特 0401   | 奧鹿 0429   |
| 泰國           | 派比安 | 韋帕   | 米克拉 | 妮妲 0402   | 玫瑰        |
| 美國           | 瑪莉亞 | 范斯高 | 海高斯 | 奧麥斯 0403 | 洛克        |
| 越南           | 桑美   | 利奇馬 | 巴威   | 康森 0404   | 桑卡        |
| 柬埔寨         | 寶霞   | 羅莎   | 美莎克 | 燦都 0405   | 納沙        |
| 中國           | 悟空   | 海燕   | 海神   | 電母 0406   | 海棠        |
| 北韓           | 清松   | 楊柳   | 紅霞   | 蒲公英 0407 | 尼格        |
| 香港           | 珊珊   | 玲玲   | 欣欣   | 婷婷 0408   | 榕樹        |
| 日本           | 摩羯   | 劍魚   | 鯨魚   | 圓規 0409   | 天鷹        |
| 老撾           | 象神   | 法茜   | 燦鴻   | 南川 0410   | 麥莎        |
| 澳門           | 貝碧嘉 | 琵琶   | 蓮花   | 瑪瑙 0411   | 珊瑚        |
| 馬來西亞       | 溫比亞 | 塔巴   | 浪卡   | 莫蘭蒂 0412 | 瑪娃        |
| 密克罗尼西亚   | 蘇力   | 米娜   | 蘇廸羅 | 云娜 0413   | 古超        |
| 菲律賓         | 西馬侖 | 海貝思 | 莫拉菲 | 馬勒卡 0414 | 泰利        |
| 南韓           | 飛燕   | 浣熊   | 天鹅   | 鮎魚 0415   | 彩蝶        |
| 泰國           | 榴莲   | 威馬遜 | 莫拉克 | 暹芭 0416   | 卡努        |
| 美國           | 尤特   | 麥德姆 | 艾濤   | 艾利 0417   | 韋森特      |
| 越南           | 潭美   | 夏浪   | 環高   | 桑達 0418   | 蘇拉        |

### 菲律賓熱帶氣旋命名法

當熱帶氣旋在藍色框內，便會給名字。

菲律宾大气地球物理和天文管理局（英語：PAGASA）使用自己一套命名法，作於該國風暴責任範圍內的熱帶氣旋命名之用。與日本氣象廳不同，只要該熱帶氣旋會很間接地吹襲菲律賓或會影響周邊國家的話（不論強度高低），就會使用以下之熱帶氣旋名字。名單每四年循環再用，因此本年名單與2000年太平洋颱風季的名單相同。本年未用名稱以灰色字表示，黑體字表示今年已經使用過。
- Ambo 01W
- Butchoy 02W
- Cosme 0401
- Dindo 0402
- Enteng 0403
- Frank 0404
- Gener 0405
- Helen 0406
- Igme 0407
- Julian 0409
- Karen 0413
- Lawin 0415
- Marce 0417
- Nina 0418
- Ofel 0420
- Pablo
- Quinta 0421
- Rolly 0422
- Siony 0423
- Tonyo 0424
- Unding 0425
- Violeta 0426
- Winnie
- Yoyong 0427
- Zosimo 0428
- Alakdan（未用）
- Baldo（未用）
- Clara（未用）
- Dencio（未用）
- Estong（未用）
- Felipe（未用）
- Gardo（未用）
- Heling（未用）
- Ismael（未用）
- Julio（未用）

## 內部連結
- 2004年大西洋颶風季
- 2004年太平洋颶風季
- 2004年北印度洋氣旋季
- 2003－2004年西南印度洋熱帶氣旋季
- 2003－2004年澳洲地區熱帶氣旋季
- 2003－2004年南太平洋熱帶氣旋季
- 2004－2005年西南印度洋熱帶氣旋季
- 2004－2005年澳洲地區熱帶氣旋季
- 2004－2005年南太平洋熱帶氣旋季

## 外部連結
- 聯合颱風警報中心
- 中央氣象台-颱風實時路徑顯示
- 日本氣象廳熱帶氣旋資訊（页面存档备份，存于）
- 菲律賓大氣地理天文部門熱帶氣旋資訊
- 中央氣象局全球資訊網（页面存档备份，存于）
- 香港天文台熱帶氣旋資訊（页面存档备份，存于）
- 澳門地球物理暨氣象局熱帶氣旋資訊（页面存档备份，存于）
- 熱帶氣旋衛星影像（页面存档备份，存于）
- 數位颱風—熱帶氣旋資料及圖片（页面存档备份，存于）